# Đoàn Thanh niên Cộng sản Cuba
Đoàn Thanh niên Cộng sản Cuba (tiếng Tây Ban Nha: Unión de Jóvenes Comunistas de Cuba, UJC), là tổ chức chính trị tiên phong của thanh niên Cuba và tổ chức thanh niên của Đảng Cộng sản Cuba (PCC). Là trường học chính để gia nhập hàng ngũ cách mạng, nơi rèn luyện chủ nghĩa Mác-Lenin, và những tư tưởng của Maceo, Martí, Camilo, Che, Fidel, đồng thời hành động theo những tư tưởng ấy; Tổ chức là sự kế thừa và tiếp nối truyền thống chiến đấu của thanh niên Cuba trong suốt lịch sử, là một phần quan trọng trong sự phát triển cách mạng, như đã từng được thể hiện qua hành động của Năm anh hùng (Cinco Héroes Cubanos), đại diện chân chính của các thế hệ được hình thành bởi Cách mạng.
Đoàn Thanh niên Cộng sản duy trì quan hệ với 218 tổ chức từ các nơi trên thế giới và liên kết với Liên đoàn Thanh niên Dân chủ thế giới; đồng thời cũng phát triển liên kết với 14 tổ chức quốc tế khác. Bí thư thứ nhất hiện là Susely Morfa González.

## Lịch sử

### Bối cảnh
Sau thất bại trong cuộc chiến tranh giành độc lập đầu tiên của Cuba (1868-1878), còn gọi chiến tranh mười năm, người ta nhận ra rằng sự vắng mặt của một đội tiên phong là một trong những yếu tố dẫn đến sự chia rẽ và thất bại. Và chính Jose Martí đã thúc đẩy việc thành lập đảng độc lập của Cuba, như một hình thức tổ chức: Đảng Cách mạng Cuba.
Vào những năm 1930-1930, Liên hiệp Thanh thiếu niên Cộng sản (Liga Juvenil Comunista, LJC) đã tổ chức nhiều cuộc đấu tranh. Nhờ vào kinh nghiệm của những thanh niên như Julio Antonio Mella và Rubén Martínez Villena, Đảng hiểu được sự cần thiết phải tiếp cận thanh niên lao động, sinh viên và nông dân nghèo, và tổ chức nó chống lại áp bức đế quốc, bóc lột tư bản và giải phóng dân tộc Cuba. Liên hiệp Thanh thiếu niên Cộng sản, Đảng Cộng sản và Liên đoàn Công nhân Quốc gia Cuba (Confederación Nacional Obrera de Cuba, CNOC) đã tổ chức cuộc tổng đình công vào ngày 20 tháng 3 năm 1930, làm tê liệt đất nước trong một ngày. LJC là một thành viên của Quốc tế Thanh niên Cộng sản có trụ sở tại Moskva, Nga. Đã có một số thành viên trong Liên hiệp bị sát hại trong cuộc đấu tranh chống lại chế độ độc tài trong những năm đó như: Marcio Manduley, Mirto Milián Rodríguez, América Labadí, Francisco González Cueto.
Một nửa số thành viên của LJC đó đã bị cầm tù, bị tra tấn và giết hại. Vào năm 1936, một tổ chức mới xuất hiện: Hội ái hữu Thanh niên Cuba (Hermandad de los Jóvenes Cubanos), tổ chức Đại hội lần thứ nhất vào ngày 28 tháng 1 năm 1938, với 200 đại biểu đại diện cho 20,000 thành viên.
Năm 1937, một tổ chức khác xuất hiện: Hiệp hội Thanh niên Nhân dân (Agrupación de Jóvenes del Pueblo), và từ ngày 29 tháng 8 đến ngày 3 tháng 9, Hội nghị Thanh niên Cộng sản đã được tổ chức tại Trường Kỹ thuật Công nghiệp Rancho Boyeros (Escuela Técnica Industrial de Rancho Boyeros), ở Havana. Cả hai tổ chức đã tham gia vào Thanh niên Cách mạng Cuba (Juventud Revolucionaria Cubana), sau này là Thanh niên Xã hội Chủ nghĩa (Juventud Socialista, JS), chính thức được thành lập vào năm 1944. Cuộc đấu tranh phát triển từ tờ báo Mella, và trong số các cán bộ chính của nó cho đến năm 1959 là Jorge Risquet Valdés, Isidoro Malmierca Peoli, Joel Domenech và Lionel Soto.
Tháng 11/1945, tại Đại hội Thanh niên Dân chủ Thế giới, được tổ chức tại Luân Đôn, một phái đoàn Cuba đại diện của Liên đoàn Sinh viên Đại học (Federación Estudiantil Universitaria, FEU), Phong trào Thanh niên Chống Đế quốc, Trung tâm Công nhân Cuba (Central de Trabajadores de Cuba, CTC), bộ phận thanh niên Đảng Cách mạng Cuba và Thanh niên xã hội chủ nghĩa.
Sau đó, các tổ chức thanh niên khác nhau đã chuẩn bị để kỷ niệm một trăm năm ngày sinh của Jose Martí, một phong trào dẫn đến Đại hội Thống nhất Martiana (Congreso de Unidad Martiana).
Sau các cuộc tấn công vào doanh trại Moncada chủ yếu được thực hiện bởi thanh niên - tất cả các tổ chức thanh niên và các phong trào cánh tả ở Cuba đã bị đàn áp quyết liệt bởi chính quyền độc tài, vì vậy từ năm 1953 đến 1959, các phong trào tiếp tục đóng vai trò có tầm quan trọng lớn hơn trong lịch sử.

### Hội Thanh niên Quật khởi
Đoàn Thanh niên cộng sản (Unión de Jóvenes Comunistas, UJC) được thành lập như là kết quả trong quá trình thống nhất các phong trào thanh niên Cuba, chiến thắng hoàn toàn của chủ nghĩa xã hội sau cuộc chiến Playa Girón và sự phát triển theo hướng tổ chức cao hơn của Hội Thanh niên Quật khởi (Asociación de Jóvenes Rebeldes, AJR), tiền thân của Đoàn sau này.
Ngày 30/8/1959, những ý tưởng ban đầu được Ernesto Guevara đưa ra tại văn phòng Bộ tổng chỉ huy các lực lượng vũ trang khởi nghĩa, nhằm tạo ra một nhóm gồm thanh niên và có thể được gọi là AJR.
Để biến mục đích này thành hiện thực, ủy ban được giao cho Tư lệnh Joel Iglesias, sĩ quan trẻ nhất trong lực lượng vũ trang khởi nghĩa, Đại úy Fernando Ravelo và người lính Jose R. Calderón.
Khi AJR được thành lập, một phong trào thanh thiếu niên bắt đầu ủng hộ, một lượng lớn thanh thiếu niên từ 14 đến 18 tuổi, từ những tầng lớp khiêm tốn nhất, những người không tham gia vào công việc chính trị. Lực lượng này dưới sự bảo trợ của Lực lượng vũ trang khởi nghĩa ngay lập tức trở thành căn cứ cứu trợ cho các chiến binh bắt đầu cuộc đấu tranh ở Sierra Maestra.
Nhiệm vụ lớn đầu tiên mà Fidel và Cách mạng giao cho AJR là thành lập Lữ đoàn Công tác Cách mạng Thanh niên (Brigadas Juveniles de Trabajo Revolucionario, BJTR). Dự định tuyển một lượng lớn thanh thiếu niên, những người ở ngoài đường mà không làm việc hoặc học tập. Đóng tại các trại nằm trong Sierra Maestra, nơi họ sống trong điều kiện nông thôn, được đào tạo về văn hóa, chính trị và quân sự, cũng như thực hiện các nhiệm vụ khác. Sau đó, theo thái độ và trình độ đạt được, họ tiếp tục học ở các ngành nghề khác nhau hoặc tham gia các trường quân sự.
Sau đó những thành viên này tiếp tục đào tạo giáo dục cho những người không biết chữ, một số tham gia trong các hợp tác xã, trang trại, khu công nghiệp hoặc tham gia vào công tác quốc phòng.
AJR đã tham gia Đại hội thanh niên Mỹ Latinh đầu tiên, họp tại Havana từ ngày 28 tháng 7 đến ngày 6 tháng 8 năm 1960 và hợp nhất các phái đoàn tổ chức thanh niên Cuba khác tham dự.

### Tổ chức thanh niên cộng sản
Ngày 30/3 - 4/4/1962 diễn ra Đại hội lần thứ nhất Hội Thanh niên Quật khởi. Vào ngày bế mạc Đại hội, Fidel đã đề xuất và các đại biểu nhất trí thông qua tên mới là Đoàn Thanh niên Cộng sản (UJC).
Gia nhập vào UJC là tự nguyện và chọn lọc. Hiện nay có hơn 600,000 đoàn viên.

## Tổ chức

### Đại hội
Đại hội tổ chức 4 năm một lần, trong đó các đại biểu đến từ tất cả các tỉnh, bao gồm cả đô thị đặc biệt Isla de la Juventud. Đại hội bầu Ủy ban Quốc gia (Ban Chấp hành Trung ương Đoàn), Cục Quốc gia (Ban Bí thư Trung ương Đoàn), các đạo luật và điều lệ được sửa đổi và soạn thảo.

### Ban Bí thư Trung ương Đoàn
Ban Bí thư Trung ương Đoàn lãnh đạo bởi Bí thư thứ nhất, gồm từ 10 đến 15 ủy viên. Chịu trách nhiệm quản lý tổ chức trong thời gian Trung ương Đoàn không họp.

### Ban Chấp hành Trung ương Đoàn
Trung ương Đoàn tổ chức 2 phiên họp một năm. Chịu trách nhiệm quản lý tổ chức trong thời gian giữa các kỳ Đại hội.

## Biểu tượng
Biểu tượng được xuất hiện tại Đại hội lần thứ nhất AJR. Ban đầu biểu tượng có Julio Antonio Mella, Camilo Cienfuegos, sau khi Che Guevara qua đời, đã thêm hình ảnh ông vào biểu tượng.

## Bí thư thứ nhất
- Joel Iglesias (1960-1963)
- Miguel Martín Pérez (1963-1965)
- Jaime Crombet Hernández-Baquero (1966-1972)
- Luis Orlando Domínguez Muñiz (1972-1982)
- Carlos Lage Dávila (1982-1986)
- Roberto Robaina González (1986-1993)
- Juan Contino Aslán (1993-1994)
- Victoria Velázquez (1994-1997)
- Otto Rivero Torres (1997-2004)
- Julio Martínez Ramírez (2004-2009)
- Liudmila Álamo Dueñas (2009- 2012)
- Yuniasky Crespo Baquero (2012 - 2016)
- Susely Morfa González (2016 - nay)

## Tổ chức trực thuộc
- Đội Thiếu niên Tiền phong José Martí (Organización de Pioneros José Martí, OPJM)
- Liên đoàn Học sinh Trung học (Federación de Estudiantes de la Enseñanza Media, FEEM)
- Liên đoàn Sinh viên Đại học (Federación Estudiantil Universitaria, FEU)
- Liên hiệp anh chị em Saíz (Asociación Hermanos Saíz, AHS)
- Tổ chức Thanh niên Công nghệ (Brigadas Técnicas Juveniles, BTJ)
- Phong trào Thanh niên José Martí (Movimiento Juvenil Martiano, MJM)